# Chropawiec wonny
Chropawiec wonny, indyjski kminek, ajowan (Trachyspermum ammi), ang. carom seeds – gatunek rośliny z rodziny selerowatych. Pochodzi z Indii, jest uprawiany w wielu krajach Azji i Afryki.

## Zastosowania
- Sztuka kulinarna. Okrągłe owoce są często używane jako przyprawa w kuchni indyjskiej i kuchniach innych krajów. Owoce te często bywają mylone z nasionami lubczyka. Ze względu na dużą zawartość tymolu surowe owoce mają zapach bardzo podobny do tymianku, lecz znacznie ostrzejszy. Smakują podobnie do tymianku lub kminku. Nawet niewielka ilość dodana do potrawy może zupełnie zdominować jej aromat. Mają właściwości wspomagające trawienie. W kuchni indyjskiej nigdy nie jest używany w stanie surowym, zawsze uprzednio się go praży na sucho lub smaży w ghi, co pozwala na uzyskanie subtelniejszego i bardziej złożonego zapachu. Ma zastosowanie m.in. w przyrządzaniu parathy z adżwanem, tzw. ajwain ka paratha.
- Roślina kosmetyczna. Wyciągi z chropawca (adżwanu) stosuje się do produkcji ajurwedycznych past do zębów, wykorzystuje się je również w farmakologii[5].